# British Basketball League 2002-2003
| Squadra               | Pt | G  | V  | P  | %     |
| --------------------- | -- | -- | -- | -- | ----- |
| 1. Sheffield Sharks   | 66 | 40 | 33 | 7  | 0.825 |
| 2. Brighton Bears     | 60 | 40 | 30 | 10 | 0.750 |
| 3. Chester Jets       | 56 | 40 | 28 | 12 | 0.700 |
| 4. Thames V. Tigers   | 52 | 40 | 26 | 14 | 0.650 |
| 5. Newcastle Eagles   | 50 | 40 | 25 | 15 | 0.625 |
| 6. Scottish Rocks     | 44 | 40 | 22 | 18 | 0.550 |
| 7. London Towers      | 38 | 40 | 19 | 21 | 0.475 |
| 8. MK Lions           | 24 | 40 | 12 | 28 | 0.300 |
| 9. Birmingham Bullets | 22 | 40 | 11 | 29 | 0.275 |
| 10. Essex Leopards    | 22 | 40 | 11 | 29 | 0.275 |
| 11. Leicester Riders  | 6  | 40 | 3  | 37 | 0.075 |

## Verdetti
- Campione del Regno Unito:   Scottish Rocks (1º titolo)